# 3662 Dezhnev
3662 Dezhnev је астероид главног астероидног појаса чија средња удаљеност од Сунца износи 2,651 астрономских јединица (АЈ).
Апсолутна магнитуда астероида је 12,0.